# Dvojčata (pohádka)
Dvojčata je pohádka českého spisovatele Karla Jaromíra Erbena.

## Děj
Pohádka vypráví o jedné královně a králi, kteří nemohli mít žádné děti. Jednoho dne k nim přijde stará žena se sedmi dětmi a prosí je, aby jí dali něco pro ty děti. Královnu to rozesmutnilo. Žena jí poradila, aby dala vylovit jednu rybu z rybníků pana krále. Tu rybu sní, co nedojí dá kobyle, co kobyla nesní dá psici, a co nesní psice, tak ty kůstky zakope do zahrady. Když přijde čas, královně se narodí dva synáčci, kobyle dvě hříbata běloušci, psici dva pejsci hnědoušci a v zahradě vyrostou dva proutky jako mečíky samorosty. Za rok vyrostou chlapci jako za sedm let, za dva jako za čtrnáct let a za tři jsou už jako dospělí mládenci. Rozhodli se, že pojedou do světa. Vyměnili si své koně, psy a meče. Přijeli do hustého lesa. V lesa stál velký dub, který rozděloval cestu na dvě. Každý princ se vydal jednou cestou.

### Filmová adaptace
- Třetí princ - česká filmová pohádka režiséra Antonína Moskalyka z roku 1982.